# Sinusová bradykardie

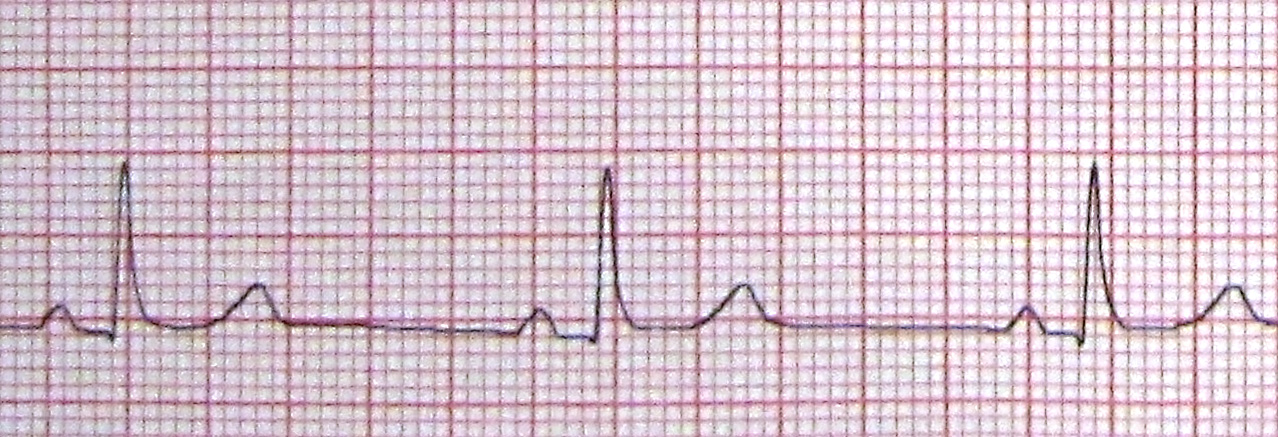
Mírná sinusová bradykardie s frekvencí kolem 50/minutu

Sinusová bradykardie je odchylka od normálního srdečního rytmu, při které dochází k jeho zpomalení pod 60 tepů za minutu  (dle jiných autorů pod 50 tepů za minutu ). Srdeční rytmus vychází normálně ze sinoatriálního uzlu, jde tedy o sinusový rytmus.

## Výskyt a klinický význam
Mírnou sinusovou bradykardii zaznamenáváme za normálních okolností nejčastěji ve spánku. U trénovaných jedinců, zejména mladších, je její výskyt běžný i v bdělém stavu v klidu, po jídle a podobně. U starších lidí se objevuje běžně při léčbě medikamenty, které zpomalují srdeční činnost, zejména betablokátory, některé kalciové blokátory, digoxin či další antiarytmika. Pokud je mírná a nezpůsobuje potíže (slabost, nevýkonnost, závratě, krátkodobé poruchy vědomí (synkopy), není významným nálezem.
Za chorobných stavů se objevuje například při degenerativních onemocněních převodního systému srdečního - v rámci sick sinus syndromu, nedostatku hormonů štítné žlázy (hypothyreóze), drážděním center bloudivého nervu u poruch mozku, například mozkovém krvácení či jiném zvýšení nitrolebního tlaku, v akutní fázi srdečního infarktu (zvláště dolní stěny srdeční), onemocnění v dutině břišní  či podchlazení.

## Vyšetření
Základem rozeznání arytmie a zejména jejího odlišení od závažnějších pomalých arytmií (jako např. atrioventrikulární blokáda) je elektrokardiografie. Na křivce zaznamenáváme normální aktivitu síní (P vlny normálního tvaru) i komor (QRS komplexy), jen s nižší frekvencí. Někdy se zachytí až v klidové fázi dne na dlouhodobém záznamu EKG, obvykle při Holterově monitorování. Na běžném EKG není možno odlišení sinusové bradykardie od některých typů sinoatriální blokády.
U nejasné sinusové bradykardie je důležité odebrat hladiny hormonů k vyloučení nedostatečnosti štítné žlázy.

## Léčba
Důležitá je léčba vyvolávajícího stavu, úprava dávkování léků, které k sinusové bradykardii vedou, nebo nasazení hormonů štítné žlázy v případě jejich nedostatku. Pokud tato opatření nevedou k úpravě arytmie, zpravidla se jedná o poruchu atrioventrikulárního uzlu. Pokud se u takového nemocného objevují symptomy z bradykardie, je na místě zavedení kardiostimulátoru.